# Shōgo Arai
Pour les articles homonymes, voir Arai (homonymie).
 (décembre 2020).
Si vous disposez d'ouvrages ou d'articles de référence ou si vous connaissez des sites web de qualité traitant du thème abordé ici, merci de compléter l'article en donnant les références utiles à sa vérifiabilité et en les liant à la section « Notes et références ».
Shōgo Arai (荒井 正吾, Arai Shōgo) est un homme politique japonais, né le 18 janvier 1945 à Yao.

## Biographie
Il est diplômé de la faculté de droit de l'université de Tokyo. En 1968, il est reçu au concours de la fonction publique et entre au ministère des Transports. En plus de son poste, il est détaché auprès de la mission permanente du Japon auprès de l'OCDE. Il étudie également à la Maxwell School of Citizenship and Public Affairs de l'université de Syracuse où il obtient un MPA. En 1999, il est nommé directeur général de la Garde côtière, poste qu'il occupe jusqu'à sa retraite en 2001.
Il est élu membre de la Chambre des conseillers en 2001. Il est nommé vice-ministre des Affaires étrangères en 2003 dans le cabinet cabinet Koizumi I et le demeure dans le cabinet Koizumi II.
Il est élu au poste de gouverneur de la préfecture de Nara en 2007 et démissionne de la Chambre des conseillers. Il est réélu gouverneur en 2011, 2015 et 2019. Candidat à un nouveau mandat lors de l'élection du 9 avril 2023, il obtient 16,2 % des voix et est éliminé.